# 詹姆斯·雷斯特
詹姆士·瑞斯特（James Rest，-1999年）是美国明尼苏达大学教育心理学系的教授。1982年，他和同事Muriel Bebeau、Darcia Narvaez和Steve Thoma一起，帮助正式成立了伦理发展研究中心（Center for the Study of Ethical Development）。他的一项贡献是建立确定问题测验（Defining Issues Test）理论和方法，这是一个道德发展的构成模型。 这个模型源于传统的劳伦斯·柯尔伯格理论和他的柯尔伯格道德发展阶段，他称为“新柯尔伯格方法”。
1999年，詹姆士·瑞斯特逝世。他的同事继续伦理发展研究中心的工作。